# Goldlackblättrige Flockenblume
Die Goldlackblättrige Flockenblume (Centaurea cheiranthifolia), auch Gelbviolette Flockenblume genannt, ist eine Pflanzenart aus der Gattung der Flockenblumen (Centaurea) in der Familie der Korbblütler (Asteraceae).

## Merkmale
Die Goldlackblättrige Flockenblume ist eine ausdauernde Pflanze, die Wuchshöhen von 10 bis 45 Zentimeter erreicht. Sie bildet ein Pleiokorm-Rhizom aus. Die Pflanze ist dicht wollig-flockig und weißgrau, seltener graugrün. Die Blütentriebe sind niederliegend-aufsteigend und einfach oder mit wenigen kurzen Zweigen. Die Grundblätter sind lanzettlich, ungeteilt und haben selten 1 bis 2 (3) Lappen oder grobe Zähne. Die Stängelblätter sind lanzettlich, die oberen sind sitzend und am Stängel herablaufend. Die Hülle ist kugelig-eiförmig und hat einen Durchmesser von 18 bis 25 Millimeter. Die Randblüten der Köpfe haben einen Durchmesser von 4,5 bis 8 Zentimeter und sind strahlend und cremeweiß (var. cheiranthifolia) oder purpurrosa (var. purpurascens (DC.) Wagenitz). Die Hüllblütenanhängsel sind 4 bis 7 Millimeter lang, breit dreieckig, herablaufend, schwärzlichbraun und haben zahlreiche silberne, 2,5 bis 4 Millimeter lange Fransen.
Blütezeit ist von Juni bis Juli.

## Vorkommen
Die Goldlackblättrige Flockenblume kommt in der Nordost-Türkei, im Kaukasus und im West-Iran auf vulkanischen Felsen, grasigen Hängen und in lichten Birken- und Kiefern-Wäldern sowie in Hochstaudenfluren in Höhenlagen von 1900 bis 3000 Meter vor.

## Nutzung
Die Goldlackblättrige Flockenblume wird selten als Zierpflanze in Steingärten genutzt. Sie ist vermutlich seit 1990 in Kultur.

## Belege
- Eckehart J. Jäger, Friedrich Ebel, Peter Hanelt, Gerd K. Müller (Hrsg.): Rothmaler Exkursionsflora von Deutschland. Band 5: Krautige Zier- und Nutzpflanzen. Spektrum Akademischer Verlag, Berlin Heidelberg 2008, ISBN 978-3-8274-0918-8.